# Lübz
Lübz ist eine an der Müritz-Elde-Wasserstraße gelegene Kleinstadt im Landkreis Ludwigslust-Parchim in Mecklenburg-Vorpommern. Sie ist Sitz des Amtes Eldenburg Lübz. Der Ort ist ein Grundzentrum.

## Lage
Die Stadt liegt in den Niederungen beidseits der Müritz-Elde-Wasserstraße. Während es im Stadtgebiet selbst keine größeren Seen gibt, grenzt es im Norden an den Passower See. Die im Osten des Stadtgebietes befindlichen Höhen liegen etwa vierzig Meter über der Stadt bei 103,5 m ü. NHN. Hier befindet sich auch das Waldgebiet Bobziner Tannen östlich von Riederfelde. Östlich von Lübz liegt das bewaldete Naturschutzgebiet Im neuen Teich und im Norden das Naturschutzgebiet Alte Elde bei Kuppentin.
Lübz liegt etwa 15 Kilometer östlich von Parchim und zirka 15 Kilometer westlich von Plau am See.

## Stadtgliederung

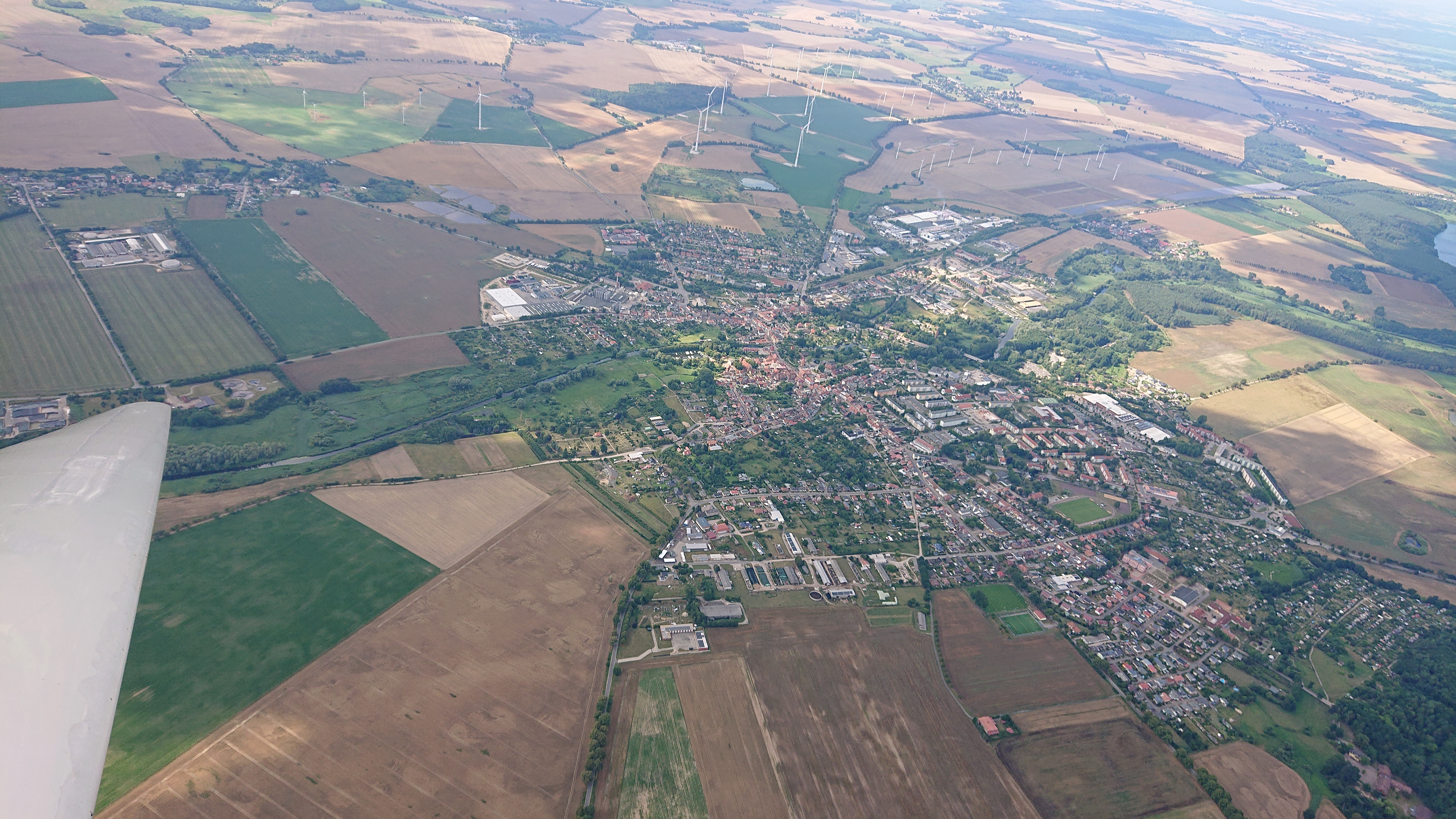
Luftaufnahme 2025

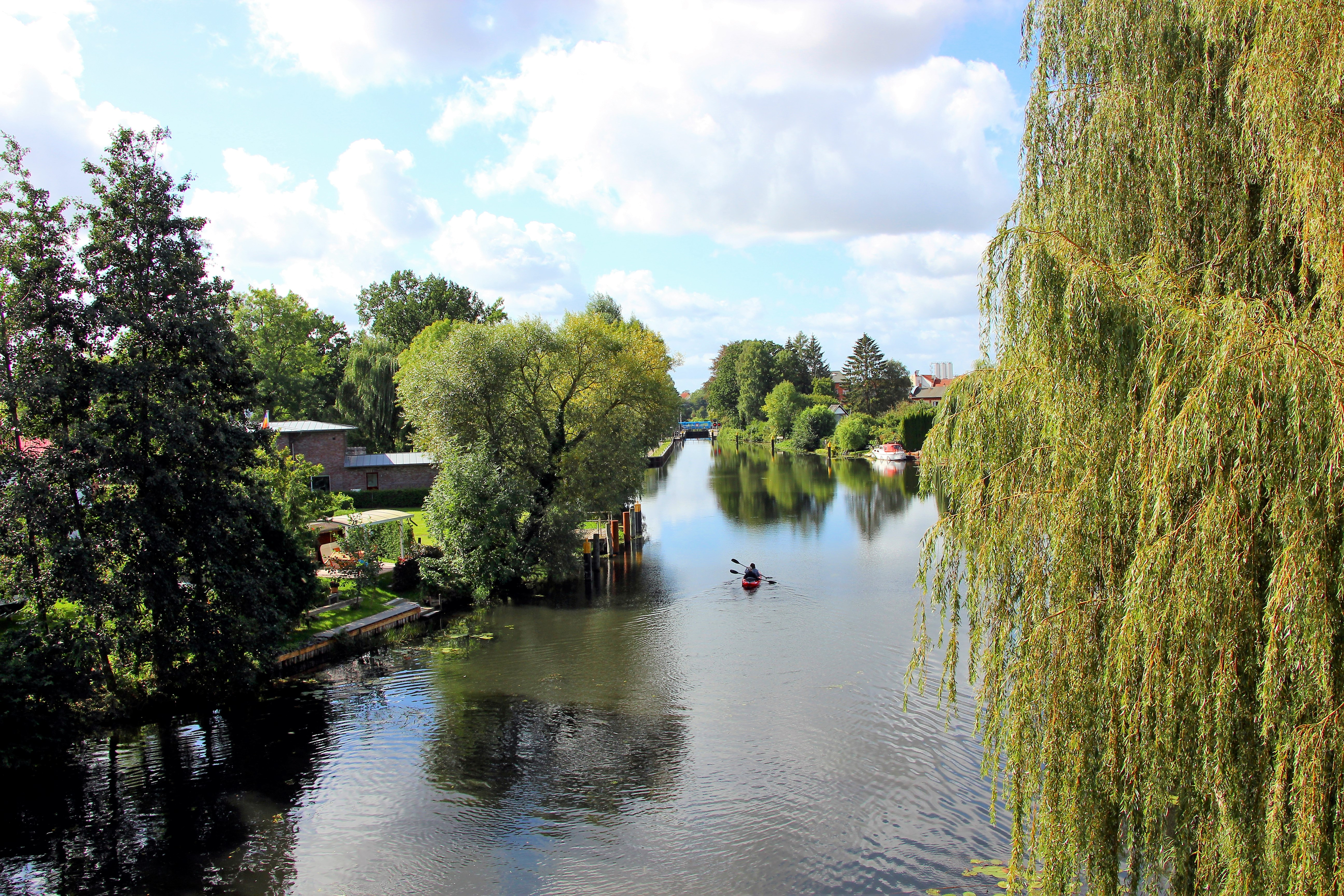
Die Elde in Lübz (Blick von der Weinbrücke)

Zu Lübz gehören folgende Ortsteile:
- Bobzin
- Broock
- Burow
- Gischow
- Hof Gischow
- Lutheran
- Riederfelde
- Ruthen
- Wessentin

## Geschichte

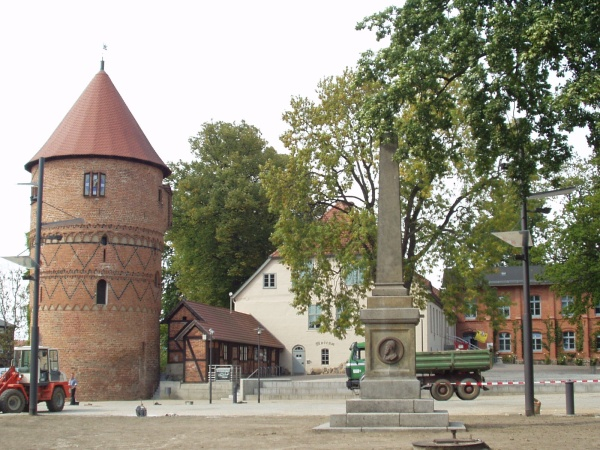
Amtsturm und Museum in der Altstadt

### Name
1224 hieß der Ort Lubicz. Der Name veränderte sich in Louize (1274), Lubicz (1317), Lubitze (1328) und Lubisse (1377), danach verkürzt Lubcze (1322) und Luptz (1342) und im 16. Jahrhundert dann Lübz. Der altpolabische Name der Stadt leitet sich vom Personennamen Lubec (Ort des Lubec), dem slawischen Ortsgründer, ab. Da L'uby „geliebt“ heißt, bedeutet Lübz „geliebte Stadt“. Die etymologische Herkunft des Ortsnamens ist damit ähnlich wie bei Lübeck.

### Mittelalter
Im Jahr 1224 wurde Lübz erstmals urkundlich erwähnt. Fünf Jahre später fällt die „Landschaft Ture“, also die Region um das heutige Lübz, bei der ersten mecklenburgischen Hauptlandesteilung an die Herrschaft Parchim-Richenberg. Nach der Entmachtung von Pribislaw I. und der Aufteilung der Herrschaft gelangte Nikolaus I. von Werle in den Besitz der Region. Mit Beginn des Norddeutschen Markgrafenkrieges im Jahr 1308 wurde die Region von den brandenburgischen Markgrafen besetzt. Die brandenburgischen Markgrafen Otto IV. mit dem Pfeil (Stendaler Linie) und Hermann der Lange (Salzwedeler Linie), Sohn Ottos V. des Langen, bauten bei der Siedlung Lübz die Eldenburg. In der lübischen Detmar-Chronik heißt es dazu: Des sulven jares weren de marcgreven wol mit ver dusent groten rossen unde mit vele anderen volke in deme lande to wenden unde bueden dat vaste hus de eldeneborch, dat oc lubyze is gheheten.... Währenddessen starb Hermann. Die Brandenburger mussten die Eldenburg Ende des Krieges wieder räumen. Seit 1328 gehört Lübz zum Fürstentum Mecklenburg, dies wurde 1348 von Kaiser Karl IV. bestätigt. 1352 wurde der Ort bei der Landesteilung Mecklenburg-Stargard zugeschlagen. Bereits 1471 starb die Linie aus, und die Stadt kam zum Herzogtum Mecklenburg. Nach 1456 erhielt Lübz das Stadtrecht. Lübz wurde eine Landstadt in Mecklenburg und war bis 1918 als Teil der Städte des Mecklenburgischen Kreises auf Landtagen vertreten.

### 16. bis 19. Jahrhundert

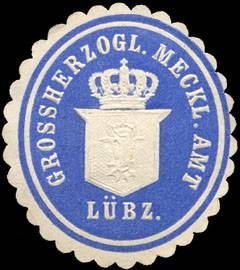
Grossherzogliche Siegelmarke

Die Eldenburg wurde im 16. Jahrhundert zum Schloss umgebaut und bis 1634 als ein Witwensitz der herzoglichen Familie genutzt. Hier lebte u. a. Herzogin Sophie, die mit den Bürgern gegen Wallenstein Widerstand geleistet hatte. 1633 stiftete sie das später nach ihr benannte Sophienstift als Wohnstift für Witwen. Während des Dreißigjährigen Krieges wurde Lübz 1637 von kaiserlichen Truppen geplündert. Die Stadt wurde immer wieder von Bränden heimgesucht.
Das leerstehende und verfallene Schloss wurde bis auf den Amtsturm ab 1691 abgerissen. Seit dem 17. Oktober 1976 beherbergt der letzte Turm der einstigen Eldenburg das Stadtmuseum. Auf den Gewölben des alten Schlosses wurde ab 1759 ein herzogliches Amtshaus errichtet. 1774 erfolgte der Bau einer Brücke und einer Schleuse.
1836 wurde die Elde zum Schifffahrtsweg ausgebaut, und 1846 entstand die Fangschleuse. In diese Zeit fällt ebenfalls der Bau der Chausseen nach Parchim (1845–1847), Plau (1853–1854) und Goldberg (1860–1862). 1877 entstand die Brauerei. 1883 wurde ein Krankenhaus gebaut. Einen Bahnanschluss erhielt die Stadt 1885, im Jahr 1889 dann eine Molkerei und 1894 die Zuckerfabrik. Aus der Landstadt wurde eine kleine Industriestadt. Zu Beginn des 20. Jahrhunderts kamen noch ein Elektrizitätswerk (1904) und ein Wasserwerk (1913) dazu.

### Neuere Geschichte

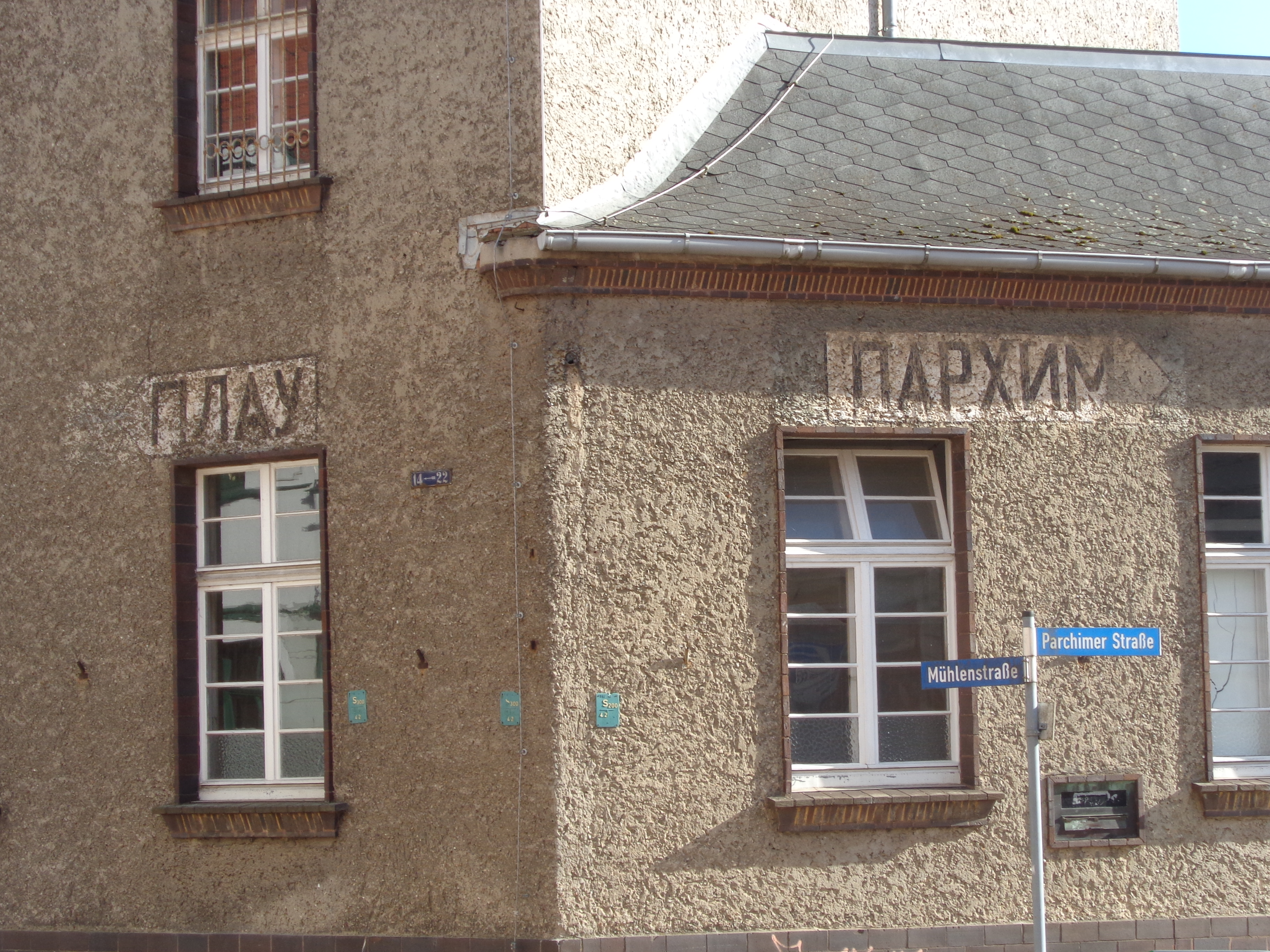
Russischer Wegweiser nach Plau und Parchim an der Post (2015)

1911 wurde die Freiwillige Feuerwehr Lübz gegründet. Sie besteht noch heute. Das einstige Großherzogliche Amt (ab 1815), seit 1919 Amt Lübz-Marnitz, wurde 1925 aufgelöst und in das Gebiet des Amtes Parchim einbezogen. 1934 wurde der Hafen gebaut. Während des Zweiten Weltkrieges mussten 52 Frauen aus der Sowjetunion bei der Verlegung von Bahngleisen sowie weitere Zwangsarbeiter in den Heinkel-Flugzeugwerken Zwangsarbeit verrichten. Geplant war gegen Ende des Krieges auch der Aufbau eines KZ-Außenlagers, wofür bereits erste Baracken am Neuen Teich errichtet wurden. Ein Erinnerungszeichen an diese Lager gibt es nicht.
Zum Kriegsende galt die Stadt für die Alliierten als Nadelöhr, verwinkelt und voll von Panzern und Geschützen. Die verbliebenen deutschen Soldaten waren noch kampffähig. Am 2. Mai 1945 kamen ca. 90 Soldaten der US-Armee nach Lübz. Letztere waren Teil einer Aufklärungseinheit unter der Führung des Oberleutnants (1st Lt.) und späteren US-Generals William A. Knowlton, die Kontakt zu den sowjetischen Verbänden aufnehmen sollte. Dabei erfolgten in der Stadt aber keine Gefechtshandlungen mehr. Es kam unmittelbar zur Besatzung durch die Rote Armee. Dies war unter anderem auch der besonnenen Unterstützung des deutschen Offizieranwärters Gerhard Gerik zu verdanken. Schließlich folgte in Lübz eine Siegesfeier von Amerikanern und Rotarmisten.

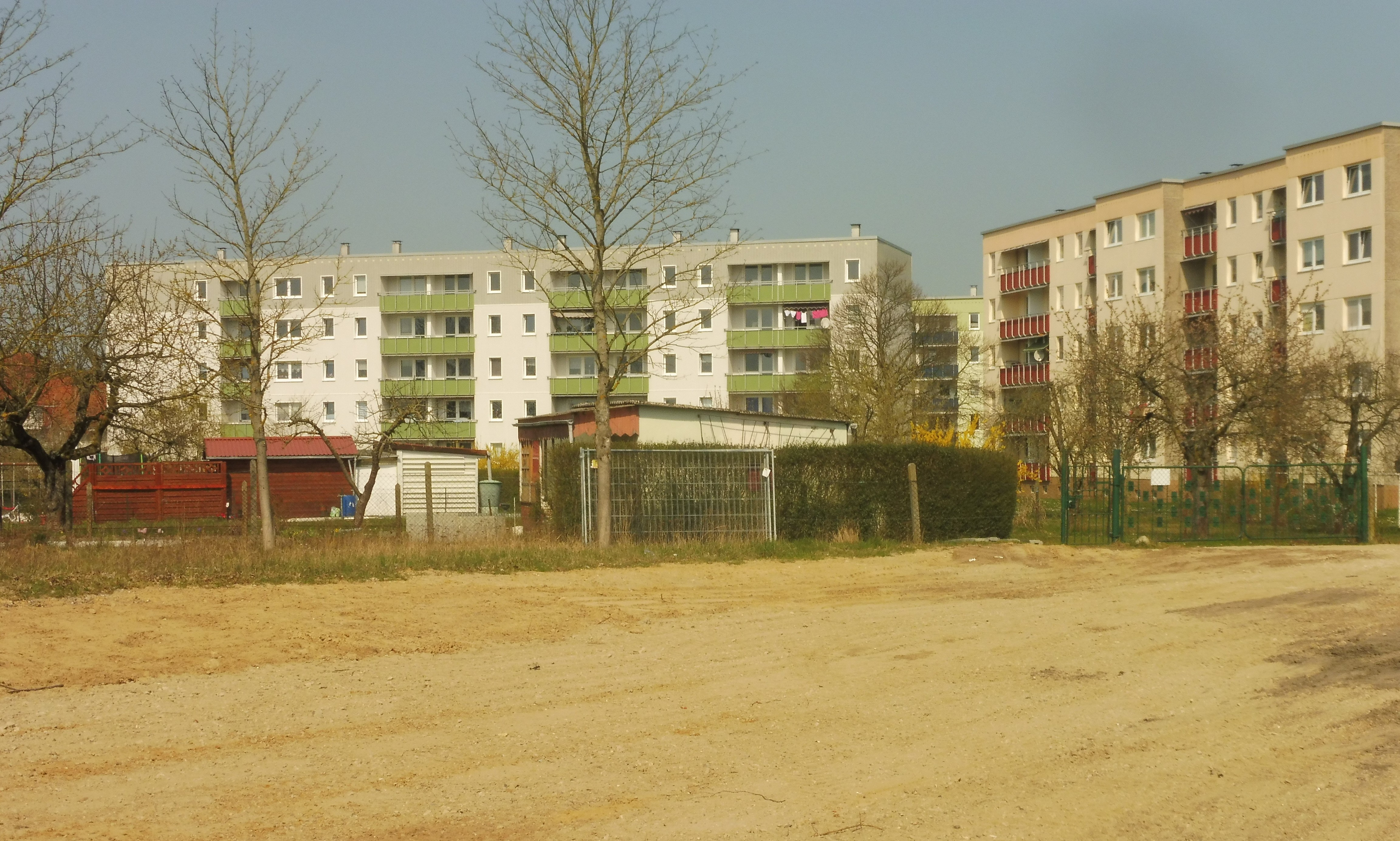
„Alaska“

Das Gebäude der früheren Kreissparkasse (früher Rathaus, bis 2019 Lebensmittelmarkt) war Sitz der sowjetischen Kommandantur. Bürgermeister war 1945 Paul Koch, ihm folgte bis 1950 Paul Graepp. Ende 1945 begann die erste Bodenreform in der SBZ. 23 Neubauern wurden auf der Gemarkung des Bauhofes angesiedelt. 1952 wurde dann die Landwirtschaftliche Produktionsgenossenschaft (LPG) gegründet. 1960 wurde ein Milchzuckerwerk (Molkerei, Käserei), 1964 das Gemüsekombinat, 1968 der VEB Getreidewirtschaft errichtet, 1972 das Agrochemische Zentrum (ACZ) und 1984 die Mineralwollewerke (nach 1990 zu ISOVER gehörend) gegründet. In den 1960er Jahren wurde ein Neubaugebiet mit Filmtheater und Schule in Plattenbauweise errichtet. Mitte der 1980er wurde am Fuchsberg ein weiteres Wohnbaugebiet („Alaska“) fertiggestellt.
Innenstadt und Amtshaus wurden im Rahmen der Städtebauförderung seit 1991 grundhaft erneuert (Brücken, Freiraum Burghügel, Markt). Die Molkerei stellte 1990, die Zuckerfabrik 1992 ihren Betrieb ein. Das Krankenhaus wurde am 30. September 1995 geschlossen. 2021 wurde die Ruine abgetragen.
Von 1952 bis 1994 war Lübz Kreisstadt des Kreises Lübz (bis 1990 im Bezirk Schwerin, danach im Land Mecklenburg-Vorpommern). In der Kreisreform Mecklenburg-Vorpommern 1994 wurde die Stadt in den Landkreis Parchim eingegliedert. Seit der Kreisgebietsreform Mecklenburg-Vorpommern 2011 liegt sie im Landkreis Ludwigslust-Parchim.

### Eingemeindungen
- Ruthen zum 1. Januar 1966
- Bobzin und Riederfelde 1978
- Broock mit  Broock und Wessentin zum 1. Januar 2009[9]
- Lutheran zum 25. Mai 2014[10]
- Gischow mit Gischow und Burow zum 26. Mai 2019[11].

## Bevölkerung
| Jahr | Einwohner |
| ---- | --------- |
| 1990 | 7869      |
| 1995 | 7188      |
| 2000 | 6786      |
| 2005 | 6201      |
| 2010 | 6152      |
| 2015 | 6281      |

| Jahr | Einwohner |
| ---- | --------- |
| 2020 | 6204      |
| 2021 | 6167      |
| 2022 | 6183      |
| 2023 | 6146      |

 Stand: 31. Dezember des jeweiligen Jahres

## Politik

### Stadtvertretung
Die Stadtvertretung von Lübz besteht aus 19 Mitgliedern. Die Kommunalwahl am 9. Juni 2024 führte bei einer Wahlbeteiligung von 61,6 % zu folgendem Ergebnis:
| Partei / Wählergruppe               | Stimmenanteil 2019 | Sitze 2019 |  | Stimmenanteil 2024 | Sitze 2024 |
| ----------------------------------- | ------------------ | ---------- |  | ------------------ | ---------- |
| CDU                                 | 42,2 %             | 9          |  | 41,7 %             | 8          |
| AfD                                 | –                  | –          |  | 22,8 %             | 4          |
| Die Linke                           | 33,4 %             | 7          |  | 17,3 %             | 3          |
| SPD                                 | 14,3 %             | 3          |  | 10,6 %             | 2          |
| Wir Leben Demokratie (WLD)          | –                  | –          |  | 04,0 %             | 1          |
| Einzelbewerber Jens Kühl            | –                  | –          |  | 03,5 %             | 1          |
| Wählergemeinschaft Gischow-Burow    | 05,8 %             | 1          |  | –                  | –          |
| Wählergemeinschaft Broock/Wessentin | 04,4 %             | 1          |  | –                  | –          |
| Insgesamt                           | 100 %              | 21         |  | 100 %              | 19         |

### Bürgermeister
- 1858–1890: Ludwig Simonis
- 1991–2019: Gudrun Stein (CDU)[15]
- seit 2019: Astrid Becker (Die Linke)

Becker wurde als gemeinsame Kandidatin der Linken und der SPD in der Bürgermeisterwahl am 26. Mai 2019 mit 52,8 Prozent der gültigen Stimmen für eine Amtsdauer von sieben Jahren gewählt.

### Wappen
| Wappen der Stadt Lübz | Blasonierung: „In Gold ein hersehender, golden gekrönter schwarzer Stierkopf mit aufgerissenem roten Maul, silbernen Zähnen, ausgeschlagener roter Zunge, in sieben Spitzen abgerissenem Halsfell und silbernen Hörnern; begleitet beiderseits von einem facettierten roten Stern.“ |
| Wappen der Stadt Lübz | Wappenbegründung: Das nach dem Siegelbild das SIGILLVM CIVITATIS LEVPTZ – als Abdruck erstmals 1670 überliefert – gestaltete Wappen zeigt den Stierkopf als kleines landesherrliche Symbol des mecklenburgischen Herrscherhauses und kennzeichnet damit die Zugehörigkeit der Stadt zum Herzogtum, ab 1815 Großherzogtum Mecklenburg-Schwerin. Die aus dem Siegel übernommenen Sterne wurden 1857/58 zwar als Füllbilder angesehen, aber zur Unterscheidung vom Wappenbild der Stadt Rehna beibehalten. Das Wappen wurde am 10. April 1858 von Großherzog Friedrich Franz II. von Mecklenburg-Schwerin festgelegt, 1992 neu gezeichnet und unter der Nr. 58 der Wappenrolle des Landes Mecklenburg-Vorpommern registriert. |

### Flagge
Die Flagge ist Rot – Gelb – Rot (4:1:4) quer zur Längsachse des Flaggentuchs gestreift und in der Mitte liegt das Stadtwappen, das zwei Drittel der Höhe des Flaggentuchs einnimmt. Die Höhe des Flaggentuchs verhält sich zur Länge wie 3:5.

### Dienstsiegel
Das Dienstsiegel zeigt das Wappen der Stadt mit der Umschrift STADT LÜBZ.

### Städtepartnerschaften
Lübz unterhält Städtepartnerschaften zu Halstenbek in Schleswig-Holstein, Hartkirchen in Österreich und Oyama in Japan. Zudem bestehen freundschaftliche Beziehungen zu Valga in Estland.

## Sehenswürdigkeiten

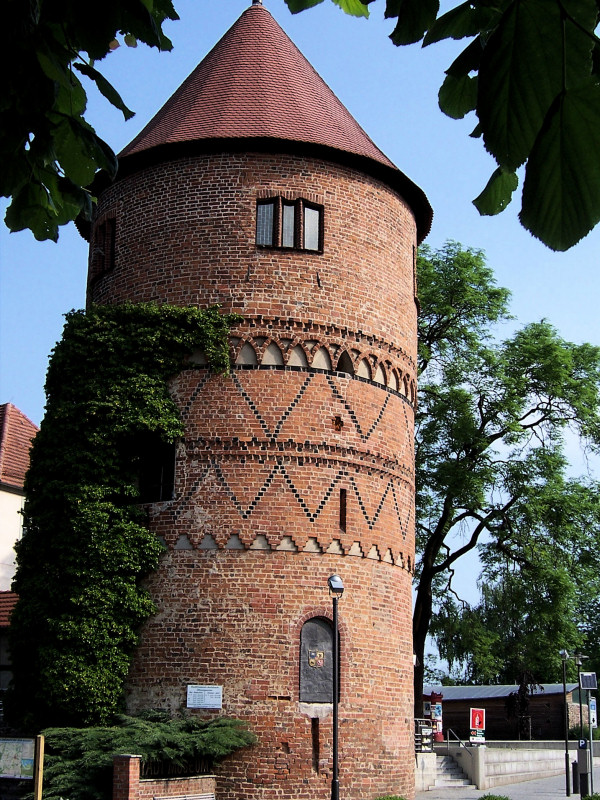
Amtsturm

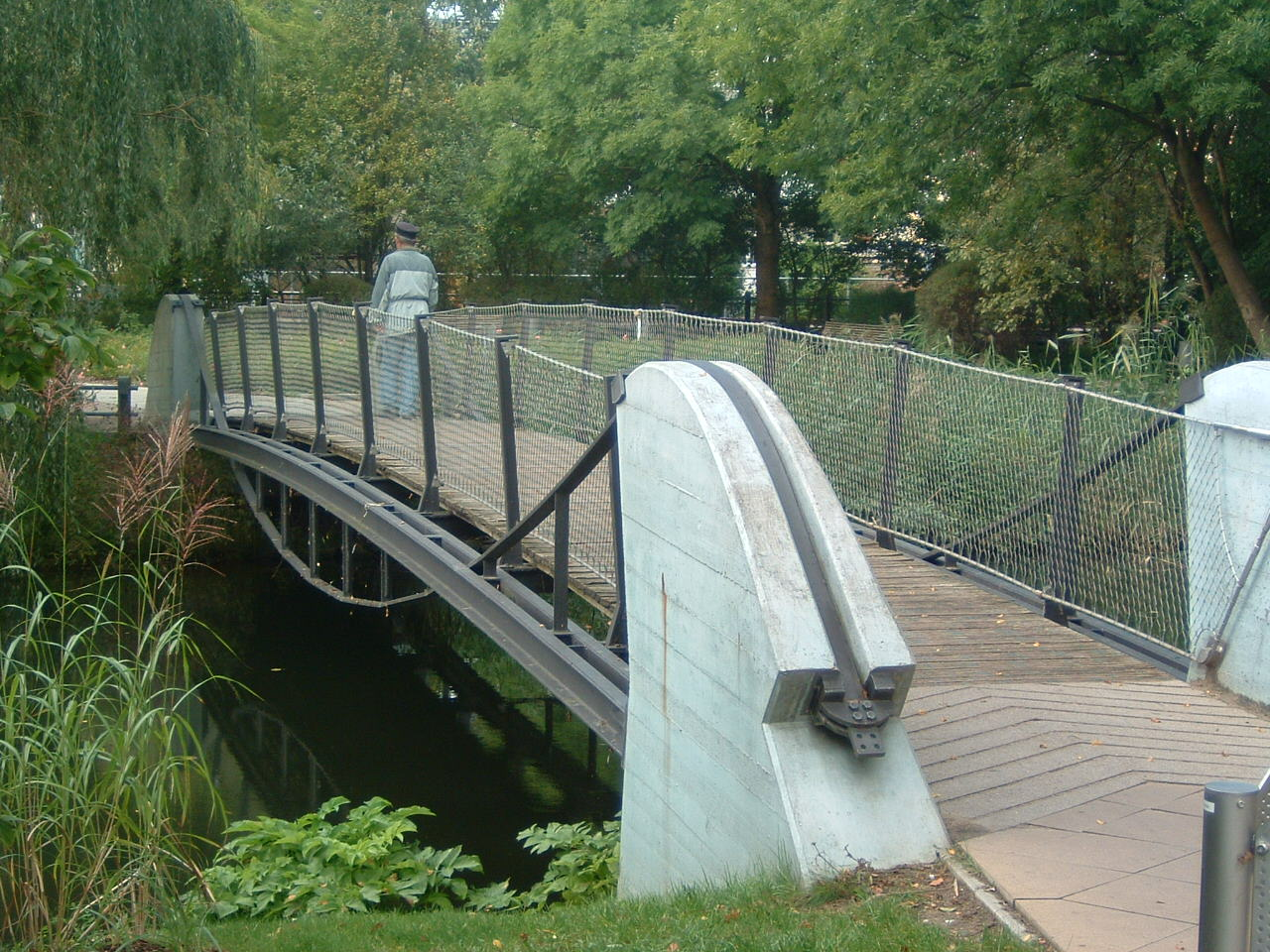
Waschhaussteg

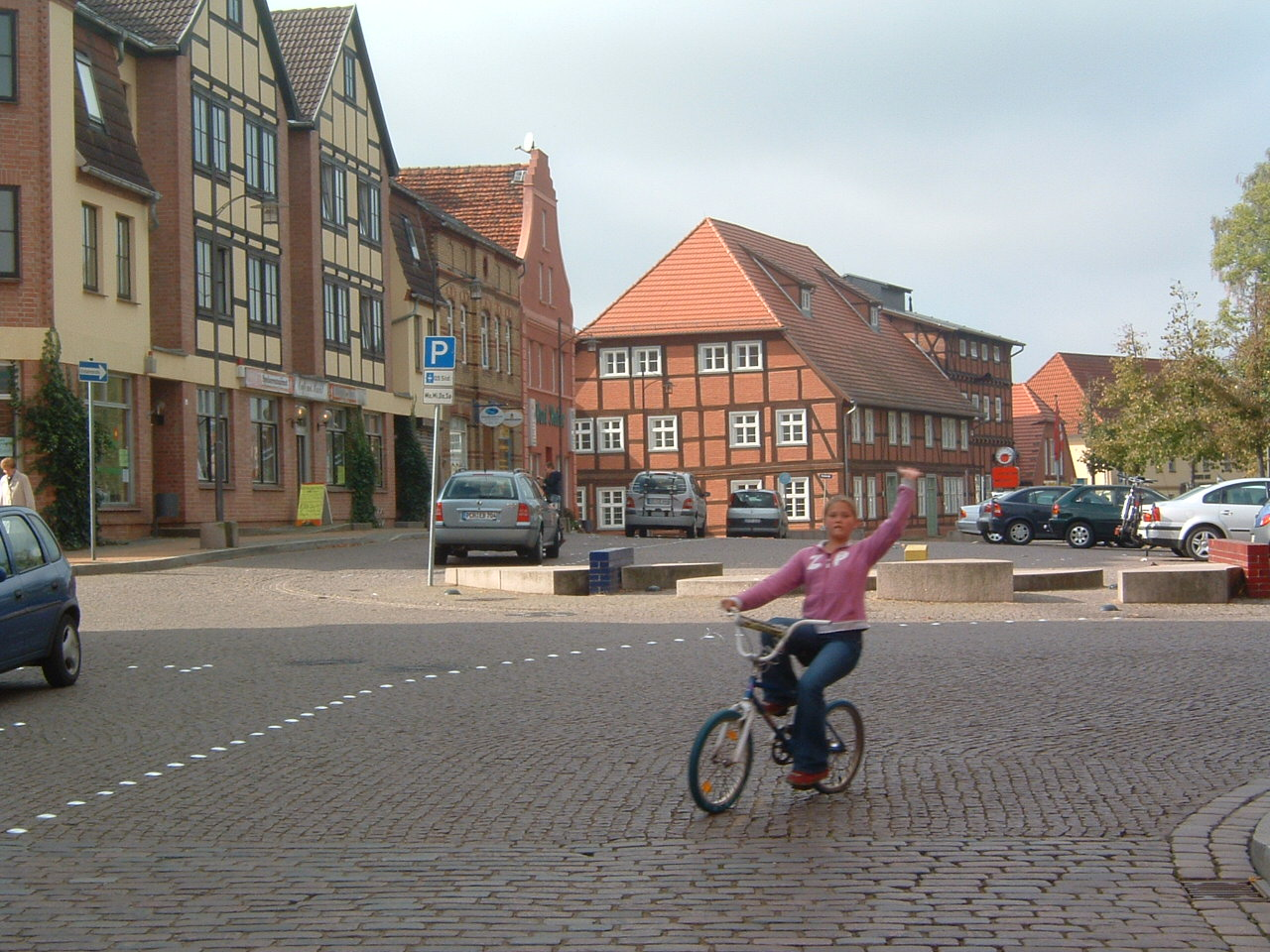
Marktplatz

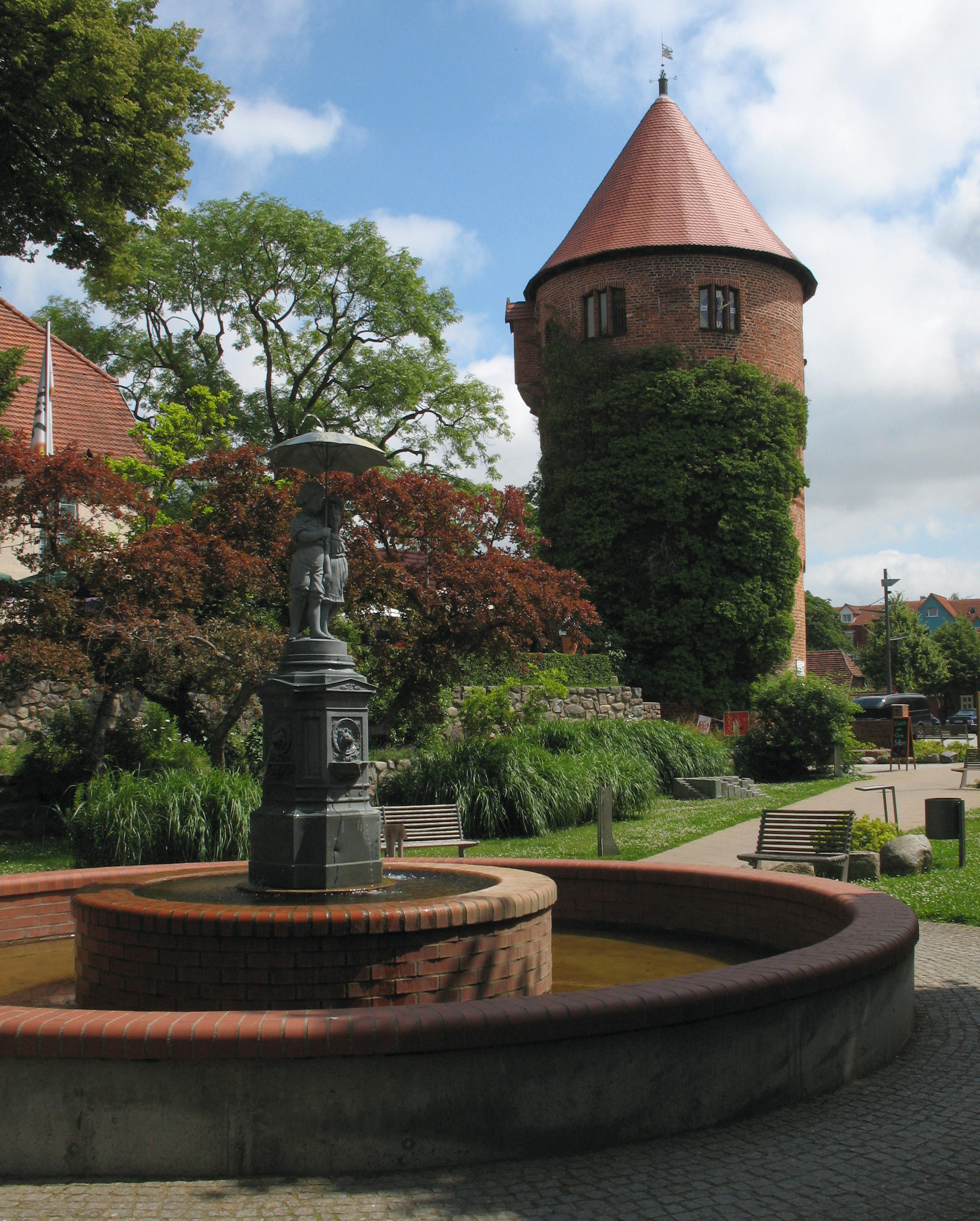
Brunnen „Schirmkinder“ (von Christian Genschow) und Amtsturm

- Historischer Stadtkern, wurde nach 1991 saniert, dazu gehören Marktplatz, Ziegenmarkt mit Weberhof, Burghügel, Rosengarten, Mühlenstraße, Schleuse mit Hubbrücke, Mühlenbrücke und der Waschhaussteg (Freiraumplanung: Architekt k.brendle – plan.buero a&a).
- Stadtkirche Lübz, lang gestreckter Backsteinbau mit einem Feldsteinsockel, der um 1570 in der Spätgotik entstand. Die schlichte Kirche, mit viergeteilten spitzbogigen Fenstern zwischen den Strebepfeilern, hat einen Westturm mit sparsamen Schmuckformen im Stil der Renaissance. Innen ist der Saal durch eine flache Holztonne überwölbt. An der Ostwand befinden sich u. a. die Grabmale der Herzogin Sophia († 1634) mit ihrer Tochter Anna († 1600) und ihrer Enkelin Hedwig († 1631) sowie die Wappenbilder ihrer Adelshäuser. Die hölzerne Fünte ist von 1605.
- Amtsturm von 1308 (spätromanisch, 23,70 Meter hoch und 2,20 Meter dicke Mauern.[20]), einziger Rest der Eldenburg, die erstmals 1308 erwähnt wurde. Seit 1976 Stadtmuseum.[21]
- Herzogliches (1815 großherzogliches) barockes Amtshaus, 1759 auf den Fundamenten der mittelalterlichen Eldenburg (später Schloss) errichtet. 1879 erfolgte im Winkel zum Amtshaus ein Anbau. Von 1994 bis 1999 wurden die Gebäude (Architektinnen Bauer & Eifler) und das Umfeld mit Burghügel, Nebengebäude und Treppenturmrampe (Architekt Brendle) saniert und erneuert.
- Mühlenbrücke über die Elde von 1827 (Sanierung 1995: ArGe Ingenieure Knittel & Kunert + Architekt Klaus Brendle)
- Waschhaussteg über den Mühlenstrom von 1995/96 (berat. Ingenieure Schlaich.Bergermann.Partner mit Architekt Klaus Brendle)
- Schifffahrtsschleuse der Elde (1934)
- Historische Wassermühle mit ihrer Mühlentechnik im 1999 sanierten Gebäude Mühlenstraße 26 (Sparkasse). Das Fachwerk-Wohnhaus stammt von 1759, das Mühlengebäude ist von 1850. Das eingeschossige Lagerhaus von 1827 war ab 1919 eine Ölmühle, wurde abgerissen und durch den heutigen volumengleichen Neubau ersetzt.[22]
- Fachwerkhäuser Mühlenstraße 6, 22, 23, 23a; Am Markt 8, 14, 15; Ziegenmarkt 1, 2, 6, 7; Stiftstraße 11; Kreiener Straße 3, 5; Sägemühlenbrücke 1 und die Gründerzeithäuser Am Markt 10/11, 12, 19; Ziegenmarkt 10, Stiftstraße 3/4
- Sophienstift mit der Stiftskirche
- Wasserturm (37 Meter hoch) aus den Jahren 1912/13 mit Aussichtspunkt, dessen Wasserbehälter 150 m³ fasst.[23]
- Planetarium
- Brunnen Schirmkinder im Burggarten von Christian Genschow
- Kriegerdenkmal 1870/71 (geweiht 1885) für den Amtsgerichtsbezirk Lübz mit Reliefs von Wilhelm I. und Friedrich Franz II. von Bildhauer Ludwig Brunow
- Ehrenhain für die Gefallenen des Ersten Weltkrieges (geweiht 1924) im Naherholungsgebiet Neuer Teich, der Adler des Denkmals ist seit 1945 verschollen
- Gemeinschaftsgrabanlage auf dem Friedhof mit vier Gedenksteinen namentlich genannter Opfer des Faschismus aus mehreren Ländern
- Ehrengrab mit Einzelgräbern für Opfer des Faschismus auf dem Friedhof
- Jüdischer Friedhof in der Schützenstraße

## Wirtschaft und Infrastruktur

### Wirtschaft
Lübz ist vor allem durch die Mecklenburgische Brauerei Lübz bekannt, in der das überregional verbreitete Lübzer Pils gebraut wird. Auf den Höhen um die Stadt vor allem im Nordwesten wurden zahlreiche Windkraftanlagen errichtet.

### Verkehr
Durch die Stadt Lübz verlaufen die Bundesstraße B 191 zwischen Parchim und Plau am See und die Landesstraße L 17 zwischen Goldberg und Bad Stuer. Die nächstgelegene Autobahnanschlussstelle ist Parchim an der A 24 (Hamburg–Berlin).
Der Bahnhof Lübz liegt an der Bahnstrecke Parchim–Neubrandenburg (Mecklenburgische Südbahn), auf der der reguläre Personenverkehr 2015 eingestellt wurde. Seitdem verkehren hier Züge nur noch zu bestimmten Anlässen. Vom 20. Mai bis zum 30. August 2020 betreibt die Ostdeutsche Eisenbahn GmbH (ODEG) an Wochenenden die Saisonlinie RB19 zwischen Parchim und Plau am See mit täglich drei Verbindungen.
Im Nahverkehr bestehen tägliche Verbindungen mit den Bussen der Verkehrsgesellschaft Ludwigslust-Parchim (VLP).
Der Elbe-Oderhaff-Radweg führt durch Lübz.
Die Stadt liegt an der als Müritz-Elde-Wasserstraße staugeregelten Elde.

### Bildung
In Lübz gibt es folgende Schulen:
- Grundschule Lübz, Schützenstraße 35
- Regionale Schule Lübz, Schützenstraße 35
- Eldenburg-Gymnasium, Blücherstraße 22a
- Schule am Neuen Teich (Förderschule), Neuer Teich 1

## Persönlichkeiten

### Ehrenbürger
- 1909, 15. August: Rudolf Gesellius (1833–1912), Geheimer Sanitätsrat, Verleihung anlässlich seines 50-jährigen Arztjubiläums
- 1912, 5. Oktober: Adolph Grimm (1842–1923), Ökonomierat, Verleihung anlässlich seines 70. Geburtstages
- 1913, 26. Oktober: Carl Glantz (1843–1920), Rittergutsbesitzer, Verleihung anlässlich seines 70. Geburtstages
- 1926, 13. Mai: Paul Warncke (1866–1933), Bildhauer und Schriftsteller, Verleihung anlässlich seines 60. Geburtstages
- 1927, 1. April: Rudolf Westphal (1855–1942), Bürgermeister, Verleihung anlässlich seines Ausscheidens nach 37 Dienstjahren

### Söhne und Töchter der Stadt

Johan Ludvig von Holstein

- Johan Ludvig von Holstein (1694–1763), Kanzler von Dänemark
- Johann Christian von Hundt (1730–1815), preußischer Generalleutnant
- Friedrich Wilhelm Georg Ackermann (1767–1836), Verwaltungsjurist und Bürgermeister von Bützow
- Jaspar Schmidt (1828–1895), Verwaltungsjurist
- Paul Warncke (1866–1933), Bildhauer und Schriftsteller
- Marie Diers (1867–1949), Schriftstellerin
- Wilhelm Ahrens (1872–1927), Mathematiker
- Otto Baustian (1873–?), Komponist und Musiker
- Richard Dohse (1875–1928), Pädagoge und Autor
- Hugo Voss (1875–1968), Landvermesser
- Paul Schröder (1887–1930), Politiker (DNVP, DVFP)
- Frieda Haller (1888–1972), Politikerin (SPD)
- Otto-Heinrich Drechsler (1895–1945), Bürgermeister von Lübeck, Generalkommissar von Lettland im Reichskommissariat Ostland
- Ulrich Liß (1897–1968), Generalmajor der Wehrmacht
- Karl Becker (1909–1989), Politiker (SPD)
- Marlise Klock (1914–1974), Malerin
- Otto-Heinz Groth (1924–1981), Architekt
- Wolfgang Greese (1926–2001), Schauspieler
- Gerhard Baustian (1927–1988), Generalmajor der NVA
- Fritz Hollenbeck (1929–2021), Schauspieler
- Ernst Parchmann (1930–1988), Journalist
- Wolfgang Lange (1938–2022), Kanute
- Manfred Knebusch (* 1939), Mathematiker und Hochschullehrer
- Hanna Gienow (* 1943), Politikerin (CDU)
- Hannes Schönemann (* 1946), Filmregisseur
- Manfred Quiring (* 1948), Journalist und Sachbuchautor
- Gerd Wessig (* 1959), Leichtathlet und Olympiasieger
- Gerald Weiß (1960–2018), Leichtathlet
- Anne Drescher (* 1962), Bürgerrechtlerin in der DDR
- Arndt Borkhardt (* 1963), Kinderarzt und Onkologe
- Martina Böhm (* 1965), evangelische Theologin und Hochschullehrerin
- Karin Strenz (1967–2021), Politikerin (CDU), MdB
- Christiane Klonz (* 1969), Pianistin
- Marko Pantermöller (* 1970), Fennist
- Fred Ruchhöft (* 1971), Historiker
- Manuel Ettelt (* 1979), Schauspieler
- Kerstin Preiwuß (* 1980), Schriftstellerin
- René Dettweiler (* 1983), Boxer
- Karolin Kandler (* 1985), Fernsehmoderatorin

### Mit Lübz verbundene Persönlichkeiten
- Anna von Brandenburg (1507–1567), Herzogin zu Mecklenburg, lebte auf ihrem Witwensitz in Lübz
- Anna Sophie von Preußen (1527–1591), Herzogin zu Mecklenburg, lebte auf ihrem Witwensitz in Lübz
- Sophia von Schleswig-Holstein-Gottorf (1569–1634), Regentin des Herzogtums Mecklenburg-Schwerin, lebte auf ihrem Witwensitz in Lübz
- Oelgard von Passow (1594–1654), Mäzenin, lebte in Lübz
- Heinrich Zander (1800–1876), Rektor der Stadtschule in Lübz
- Ludwig Simonis (1826–1890), Bürgermeister 1858–1890
- Gottfried Bierstedt (1853–1924), Amtshauptmann in Lübz
- Gerhard Gerigk (1925–2007), Unteroffizier, verhinderte 1945 die Sprengung der Brücken in Lübz
- Walter Goldbeck (1945–2022), Politiker (FDP), Lehrer in Lübz